# ریک استیوز
الگو:بهبود مبع
ریچارد ریک استیوز (به انگلیسی: Rick Steves) یک سفرنامه نویس، مؤلف، کنشگر و سلبریتی آمریکایی است

## مستندسازی
برنامه استیوز با عنوان «Rick Steves’ Europe» که حاصل سفرهای وی به شهرهای مختلف دنیاست از جمله برنامه‌های پرطرفدار در شبکه PBS محسوب می‌شود.